# Thesium aellenianum
Thesium aellenianum är en sandelträdsväxtart som beskrevs av A. Lawalrée. Thesium aellenianum ingår i släktet spindelörter, och familjen sandelträdsväxter. Inga underarter finns listade i Catalogue of Life.